# Vanniyil K. Muralidharan
Vanniyil K. Muralidharan ( 1962 - ) es un botánico indio.
- La abreviatura «Mural.» se emplea para indicar a Vanniyil K. Muralidharan como autoridad en la descripción y clasificación científica de los vegetales.[1]